# Регіна Гільдебрандт
Регіна Гільдебрандт (нім. Regine Hildebrandt, до шлюбу Радішевські (Radischewski); 26 квітня 1941, Берлін — 26 листопада 2001, Вольтерсдорф) — німецька політична діячка, член Соціал-демократичної партії Німеччини (СДП). Міністр праці і громадських справ НДР у 1990 році.

## Біографія
Регіна Радішевські вчилася в берлінській школі, не вступала до Союзу вільної німецької молоді і тому їй довелося докласти зусиль, щоб отримати місце в Берлінському університеті, де вона в 1959—1964 роках вивчала біологію. У 1968 захистила докторську дисертацію. По завершенні навчання протягом 15 років пропрацювала у відділі контролю якості на підприємстві «VEB Berlin-Chemie», потім перейшла на роботу з хворими на діабет. У 1966 році одружилася з журналістом Йоргом Гільдебрандтом.
У 1989 році на хвилі демократичних перетворень в НДР Гільдебрандт брала участь у громадянському русі «Демократія зараз» і 12 жовтня 1989 року стала членом СДП в НДР. На перших вільних виборах була обрана депутаткою Народної палати НДР. У першому демократично обраному уряді НДР під керівництвом Лотара де Мезьєра Регіна Гільдебрандт обіймала посаду міністра праці і громадських справ з квітня по серпень 1990 року. Пізніше була обранна в раду правління СДП.
Восени 1990 року Гільдебрандт увійшла до складу земельного уряду Бранденбурга в ранзі міністра праці, громадських справ, здоров'я і у справах жінок. Склала повноваження міністра після виборів у ландтаг Бранденбурга восени 1999 року.
У липні 1996 Регіні Гільдебрандт був діагностований рак грудей і в 2001 році вона померла у 60-річному віці. Була похована на Лісовому кладовищі у Вольтерсдорфі. З 2007 року на честь Регіни Гільдебрандт названо парк в берлінському районі Геллерсдорф.

## Публікації
- Pharmakologische und biochemische Untersuchungen von phenylsubstituierten Carbaminsäureestern. Humboldt-Universität zu Berlin 1968. Наступні
- mit Ruth Winkler (Hrsg.): Die Hälfte der Zukunft. Lebenswelten junger Frauen. Bund-Verlag, Köln 1994 ISBN 3-7663-2570-1 .
- Was ich denke. Hrsg. von Horst Herrmann, Sachbuchreihe "querdenken! ", Wilhelm Goldmann Verlag, München 1994 ISBN 3-442-12557-X .
- Wer sich nicht bewegt, hat schon verloren. Verlag JHW Dietz Nachfolger GmbH, Bonn 1996 року, ISBN 3-8012-0236-4 .
- (Hrsg.): Geschichten vom anderen Weihnachten. Verlag Herder, Freiburg im Breisgau 1996 року, ISBN 3-451-04486-2 .
- Herz mit Schnauze. Sprüche und Einsprüche . Econ, München 1998 ISBN 3-612-26484-2 .